# Dang Qiu
Dang Qiu (né le 29 octobre 1996 à Nürtingen en Allemagne) est un pongiste allemand d'origine chinoise.
Il est numéro 11 mondial en mars 2025.
Sous contrat avec l'équipementier de tennis de table japonais Butterfly, il est droitier et joue en prise porte-plume.

## Biographie
Ses parents sont des pongistes formés à Jiangsu en Chine. Ils sont arrivés en Allemagne en 1990.
Parcours en club : 
- Jusqu’en 2015 : TTC Frickenhausen
- 2015-2016 : TTC Ober-Erlenbach
- 2016-2021 : ASV Grünwettersbach
- 2021-présent : Borussia Düsseldorf

## Palmarès[3]

### 2018
- Champion d'Allemagne en double.

### 2019
- 3ème aux championnats d'Allemagne en simple.
- Champion d'Allemagne en double.
- Vainqueur de l'Open d'Espagne en double.

### 2020
- Vainqueur de l'Open du Portugal en simple.
- 3ème aux championnats d'Allemagne en simple.
- Champion d'Allemagne en double.
- Vainqueur de la Coupe d'Allemagne 2020 avec Grünwettersbach.

### 2021
- Champion d'Allemagne en double.
- Médaille d'or aux championnats d'Europe en double mixte associé à Nina Mittelham.
- Vainqueur du championnat d'Europe par équipes.

### 2022
- Vainqueur en doubles du WTT Star Contender de Doha.
- Champion d'Allemagne en simple.
- Champion d'Allemagne en double.
- Vice champion du Monde par équipe.
- Vainqueur du WTT Contender Lima en simple face à Dimitrij Ovtcharov[4].
- Vainqueur du WTT Contender Lima en double mixte avec Nina Mittelham[4].
- Champion d'Allemagne par équipe avec le Borussia Düsseldorf.
- Champion d'Europe de tennis de table en simple.
- Joueur allemand de l'année.

### 2023
- Finaliste du Top 16 européen face à Darko Jorgić[5].
- Champion d'Allemagne en simple.
- Champion d'Allemagne en double.
- Médaille d'or en double mixte aux Jeux européens avec Nina Mittelham.
- Vainqueur par équipe des Jeux européens, avec Timo Boll , Dimitrij Ovtcharov et Patrick Franziska[6],[7].
- Champion d'Allemagne par équipe avec le Borussia Düsseldorf : victoire 3 matchs à 1 contre le FC Saarbrücken[8].
- Joueur allemand de l'année[9].

### 2024
- Vainqueur du Final Four de Bundesliga avec le Borussia Düsseldorf. Victoire 3 matchs à 1 en demi-finale contre l'ASV Grünwettersbach, puis victoire 3 matchs à 0 en finale contre le FC Saarbrücken[10].
- Finaliste de la Ligue des champions avec son club, le Borussia Düsseldorf (défaite 3 matchs à 2 contre le FC Saarbrücken).
- Champion d'Allemagne par équipe avec le Borussia Düsseldorf : victoire 3 matchs à 1 contre le FC Saarbrücken.
- Quart de finaliste en simple aux Championnats d'Europe de tennis de table 2024.

### 2025
- Finaliste de la Ligue des champions avec son club, le Borussia Düsseldorf (défaite 3 matchs à 2 contre le FC Saarbrücken).